# Landyacht

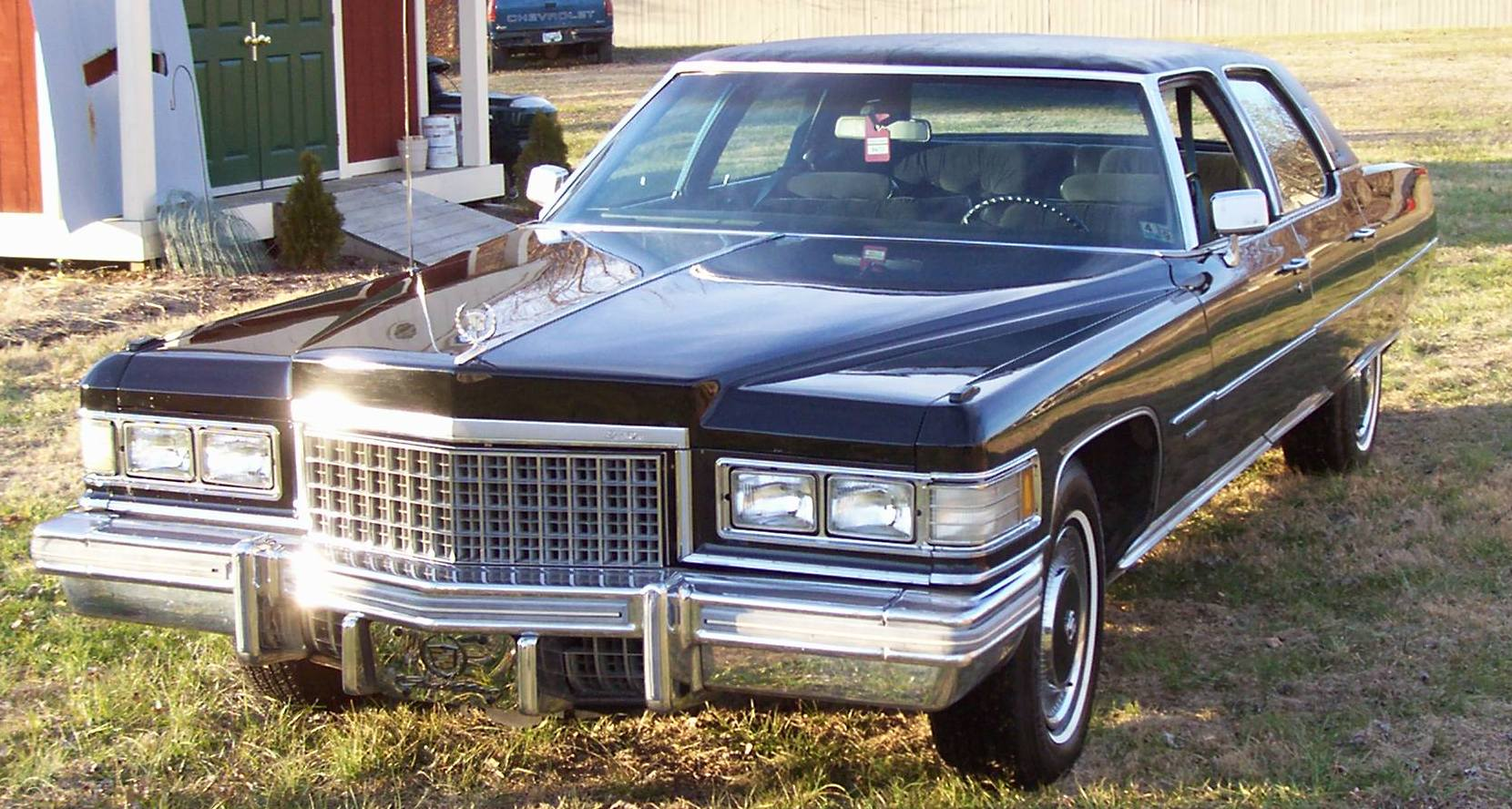
Una Landyacht: la Cadillac Fleetwood Brougham

Con il termine colloquiale  Landyacht si intende, negli USA e in parte del Canada, una berlina di grandi dimensioni di costruzione statunitense. In particolare una berlina Full-Size con trazione posteriore e costruita tra gli anni '50 e gli anni '90. Tra le caratteristiche che si ritrovano comunemente su questo tipo di vetture comprendono non solo le dimensioni esterne generose ma anche uno sterzo elastico ed una guida spugnosa che spesso crea la sensazione di galleggiare mentre si procede. Oggi questo termine si applica spesso alle berline statunitensi di grandi dimensioni e dallo stile tradizionale indipendentemente dalle attuali caratteristiche di queste vetture. 

## Origini
Il termine essenzialmente descrive queste grandi automobili come degli yacht che viaggiano su strada. Con questo termine si vogliono evocare le caratteristiche di maneggevolezza, le grandi dimensioni ed il lusso di questo tipo di imbarcazioni.  
Il termine viene comunemente applicato alle grandi vetture statunitensi prodotte prima della crisi petrolifera. I costruttori statunitensi ponevano molta enfasi nel progettare queste auto sulle dimensioni e su altre amenità mentre i consumatori non erano preoccupati dal consumo per il basso prezzo che avevano i carburanti, lo scarso interesse per le tematiche ambientali e una sempre maggiore prosperità della classe media. Le auto erano famose per le loro dimensioni, i loro motori V8 potenti accoppiati a trasmissioni automatiche a tre o quattro marce, il loro consumo elevato e per l'importanza che veniva data al comfort di marcia anche se acquisito a spese della maneggevolezza. 
Oltre alle dimensioni è il design a rendere identificabili le grandi landyacht. I costruttori di auto statunitensi, rispetto a quelli europei e giapponesi che produssero anche loro auto costose e di grandi dimensioni, si distinguevano per il design e il marketing innovativo e che non passava certo inosservato, spesso al limite dell'assurdo e del kitsch, che caratterizzava le loro vetture. Costruttori come la Cadillac, la Lincoln, la Buick e altri marchi statunitensi possedevano caratteristiche elaborate e spesso eccessive rispetto allo stile più sottotono delle auto europee. Oltre ad essere una vettura di grandi dimensioni per qualificarsi come landyacht una vettura può inoltre possedere: 
Tetto in vinile spesso chiamato tetto carriage o Brougham)
- opera window
- Cromature imponenti specialmente sui parafanghi e sulla calandra
- Interni con sedili a  divano e di grandi dimensioni rivestiti in vinile, VELOUR, pelle o tessuto
- whitewall tires soprattutto per le vetture degli anni '50 e '60
- riproduzione di pannelli in legno sui fianchi sulle vetture station wagon

## Oggi
Dopo la crisi petrolifera degli anni '70 e '80 iniziò un lungo declino nella popolarità delle vetture full-size sia berline che scoperte. Declino dal quale i costruttori statunitensi non si sono mai ripresi. I costruttori giapponesi entrarono con successo nel mercato statunitense puntando a soddisfare una clientela che era diventata più attenta ai consumi e alla affidabilità che all'estetica e al glamour di una vettura. Per gli anni '90 i costruttori di auto statunitensi avevano imparato la lezione e producevano auto di classe media più piccole, più efficienti anche se spesso esteticamente poco ispirate. L'ultima vera landyacht ad essere prodotta fu la Cadillac Fleetwood la cui produzione si è conclusa nel 1996. 
Nonostante il ritorno delle berline Full-Size a trazione posteriore negli USA, vetture quali la Chrysler 300, il termine landyacht viene applicato alle auto moderne in senso denigratorio e anche vetture come la 300, che punta sulle sue prestazioni, condividono pochissime caratteristiche con le berline degli anni '50, '60 e '70, periodo nel quale il termine venne coniato.  In ogni caso la Ford Crown Victoria ed in maniera particolare - la cugina Lincoln Town Car - vetture la cui produzione continua ancora nel 2010 - possiedono molte delle caratteristiche delle landyacht quali i motori V8 di grande cilindrata, sedili a panca e costruzione scocca su telaio, cioè non sono di costruzione monoscocca, oltre all'importanza delle loro dimensioni e del comfort rispetto alle loro caratteristiche di guida e la loro maneggevolezza.  La Crown Victoria è rimasta in produzione grazie alla sua ampia diffusione tra le forze di polizia e tra le compagnie di taxi di tutta l'America Settentrionale. Comunque la Ford intende interrompere la produzione di questo pianale nel 2011 rendendo definitiva la conclusione della tipologia tradizionale delle vetture full-size negli Stati Uniti.
Come detto però il termine viene ora applicato alle vetture di più recente produzione. In particolare vengono indicate con questo termine le vetture realizzate con il pianale B della General Motors, la cui produzione è stata conclusa nel 1996, le vetture con il pianale Ford Panther così come le Cadillac Deville e la vettura che l'ha sostituita la DTS, nonostante sia a trazione anteriore. Va detto che queste vetture, nel periodo precedente alla crisi petrolifera, sarebbero state considerate delle mid-size.
Il termine, cosa abbastanza interessante, non si applica alle grandi e opulente vetture prodotte fuori dagli Stati Uniti. Sebbene le berline tedesche quali la Mercedes-Benz Classe S e la auto giapponese Lexus LS 430 possano rivaleggiare in opulenza e dimensioni con le controparti statunitensi, dalle quali si distinguono per una costruzione più sofisticata, costo più elevato - le landyacht spesso sono a livello di prezzo delle versioni di ingresso delle marche più prestigiose non statunitensi - e una maggiore attenzione alla maneggevoleza, alla qualità della costruzione e dei materiali. Alcune vetture come la Hyundai XG350, di costruzione sudcoreana - chiamata in maniera piuttosto appropriata Grandeur e Azera - o la Kia Amanti possiedano molte delle caratteristiche delle landyacht sono però più focalizzate sulla maneggevolezza e su alcune caratteristiche del loro stile.